# Frailea mammifera
Frailea mammifera là một loài thực vật có hoa trong họ Cactaceae. Loài này được Buining & Brederoo mô tả khoa học đầu tiên năm 1972.

## Hình ảnh

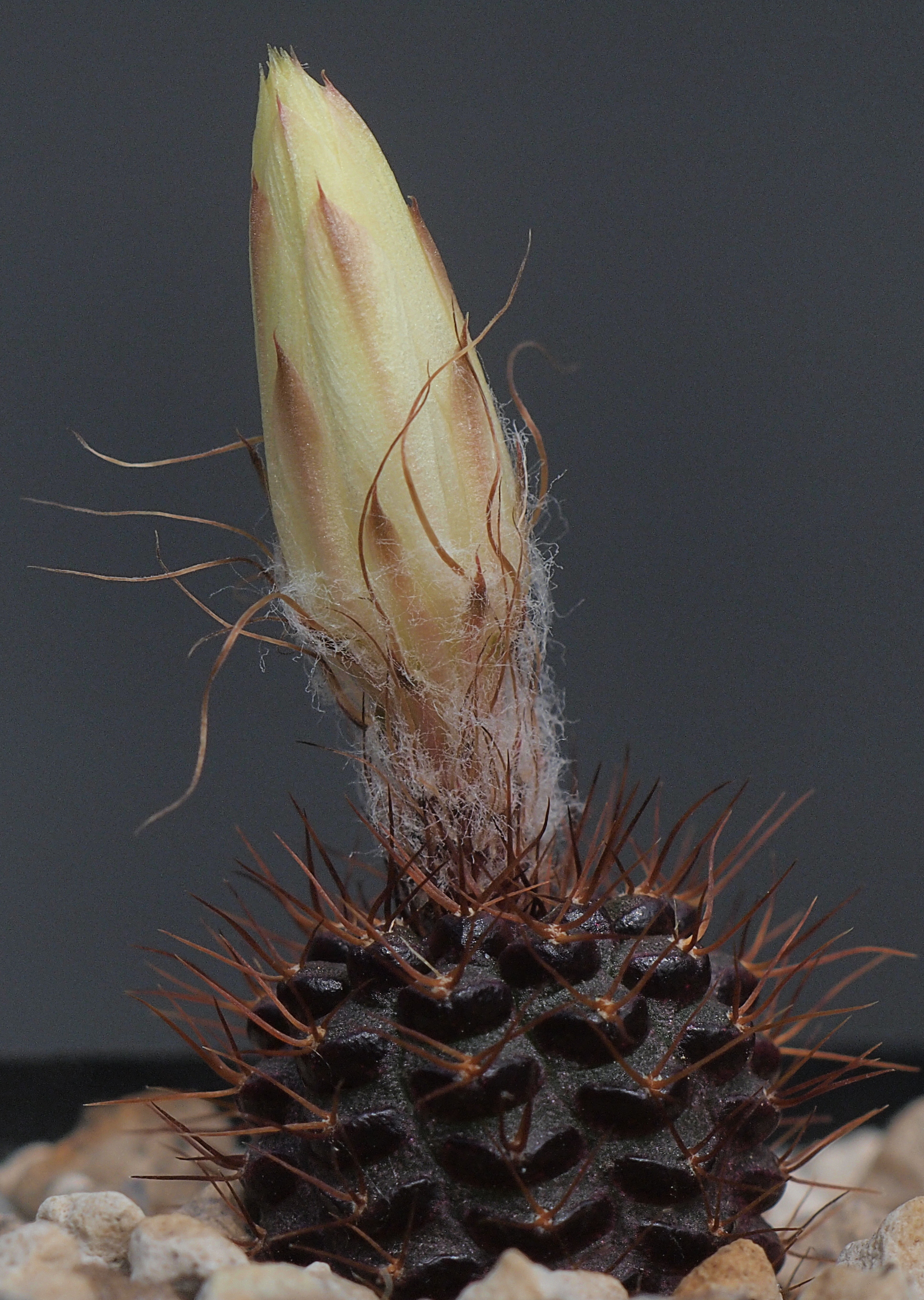
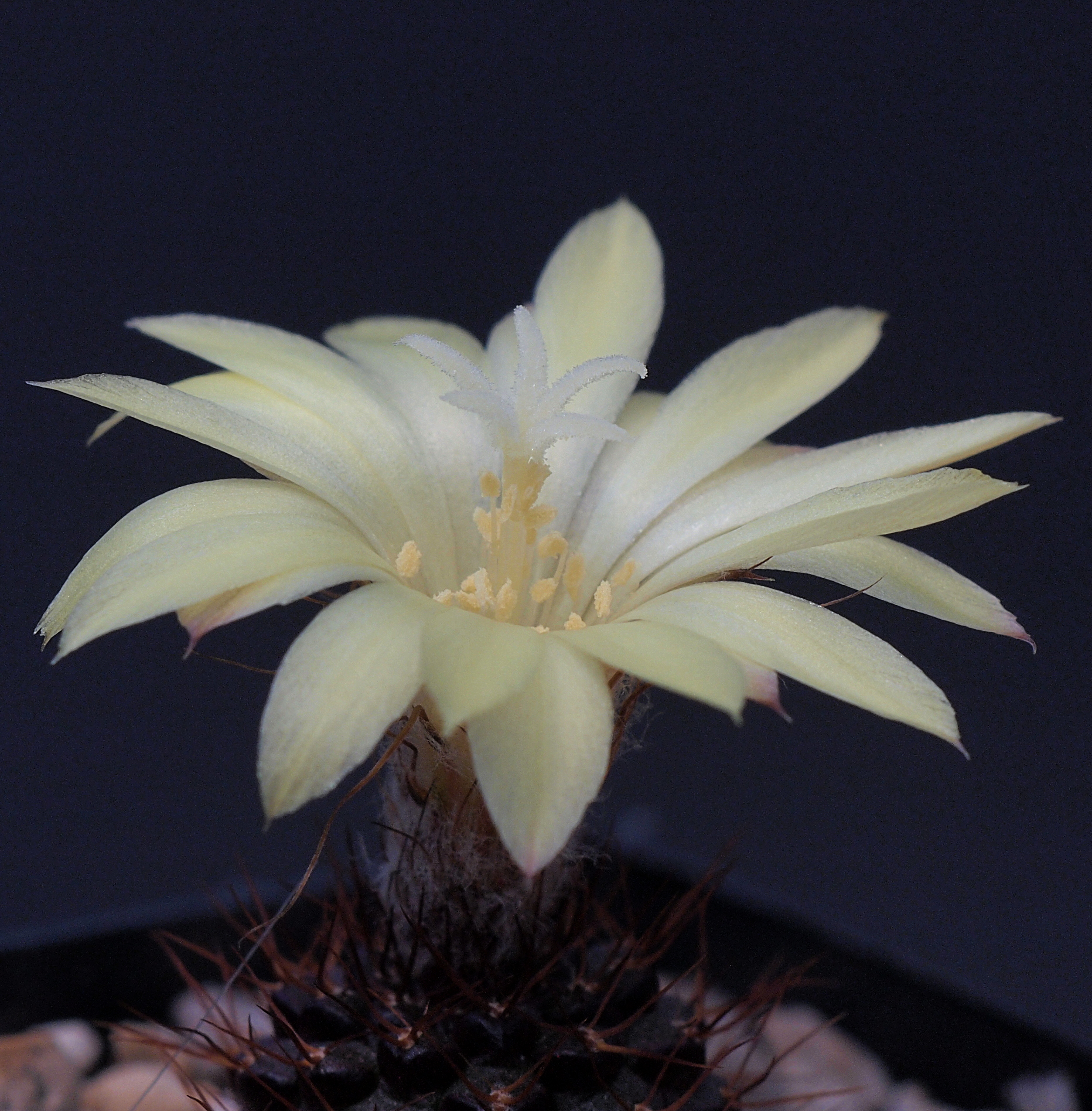
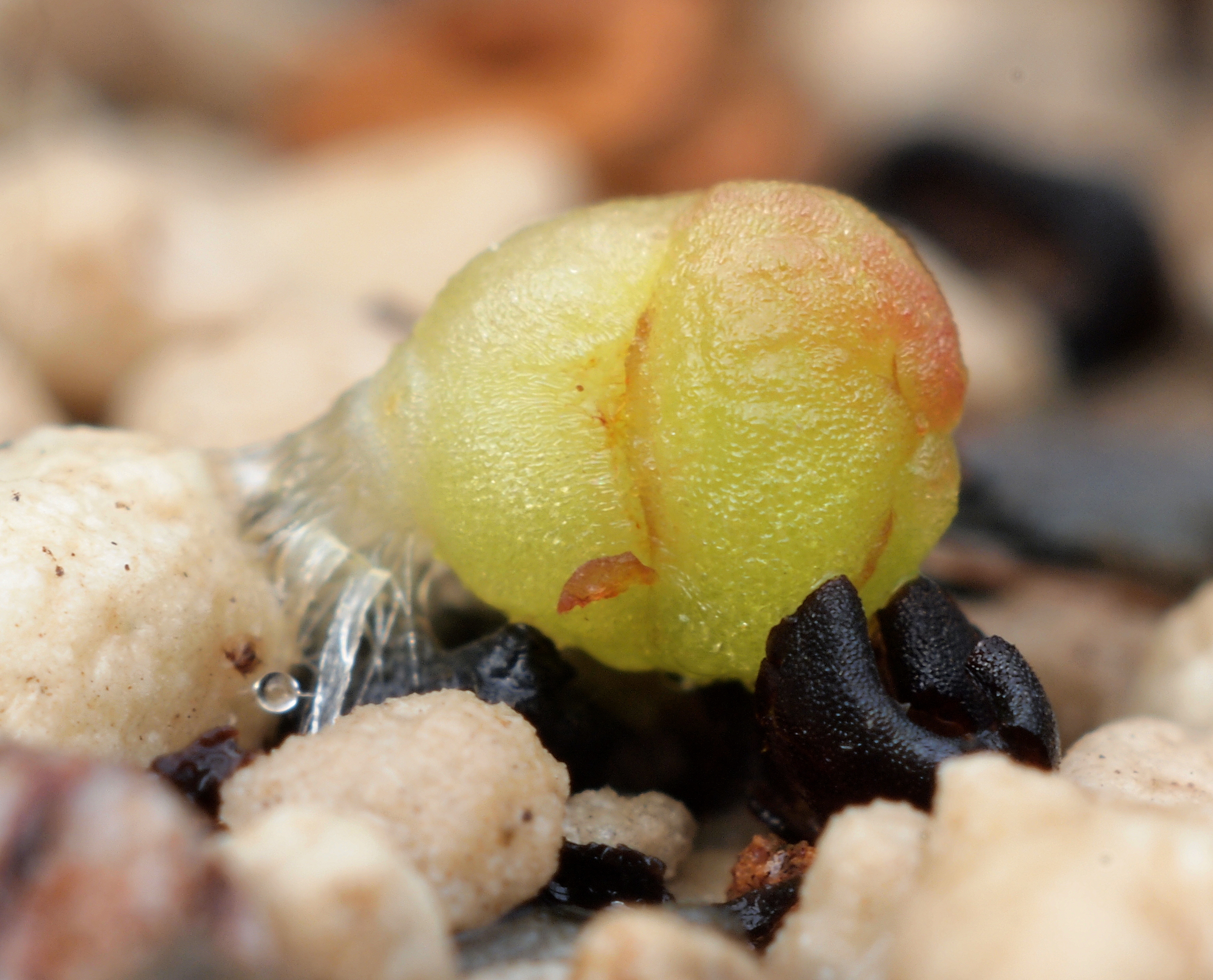